# Kalendář Google
Kalendář Google (anglicky Google Calendar) je internetový kalendář, služba pro správu času, setkání, událostí, výročí a úkolů od firmy Google.[zdroj?] Umožňuje vytváření, úpravu a sdílení několika kalendářů a je propojitelná s dalšími službami Google, jako služba elektronické pošty Gmail a Disk Google.
Výhodou je možnost nastavit si až 5 připomínek v různých časech, pomocí e-mailu, vyskakovacího okna a hlavně bezplatná SMS připomínka na přednastavené číslo uživatele.[zdroj?]
Pro práci s Kalendářem Google je možné použít i MS Outlook a Mozilla Sunbird.[zdroj?]